# Mylo Xyloto
Mylo Xyloto är det femte studioalbumet av det brittiska rockbandet Coldplay. Albumet släpptes den 24 oktober 2011 och föregicks av singlarna Every Teardrop Is a Waterfall och Paradise. Albumet innehåller ett samarbete med sångerskan Rihanna och har producerats av bandet själva tillsammans med Brian Eno.
Albumet är ett konceptalbum och följer de två titelkaraktärerna "Mylo" och "Xyloto".

## Låtlista[2]
| 1.           | Mylo Xyloto                     | 0:42  |
| 2.           | Hurts Like Heaven               | 4:02  |
| 3.           | Paradise                        | 4:37  |
| 4.           | Charlie Brown                   | 4:45  |
| 5.           | Us Against The World            | 3:59  |
| 6.           | M.M.I.X.                        | 0:48  |
| 7.           | Every Teardrop Is a Waterfall   | 4:00  |
| 8.           | Major Minus                     | 3:30  |
| 9.           | U.F.O.                          | 2:17  |
| 10.          | Princess of China (med Rihanna) | 3:59  |
| 11.          | Up In Flames                    | 3:13  |
| 12.          | A Hopeful Transmission          | 0:33  |
| 13.          | Don't Let It Break Your Heart   | 3:54  |
| 14.          | Up With The Birds               | 3:47  |
| Total längd: | Total längd:                    | 44:09 |

| 15. | Charlie Brown (Live from Glastonbury 2011)                 | 4:48 |
| 16. | Life Is For Living (Live from Glastonbury 2011)            | 2:30 |
| 17. | Every Teardrop Is a Waterfall (Live from Glastonbury 2011) | 4:38 |